# C'è del marcio in Vernon Street
C'è del marcio in Vernon Street, titolo originale The Moon in the Gutter, è un romanzo giallo dello scrittore statunitense David Goodis pubblicato per la prima volta nel 1953. Da questo romanzo è stato tratto il film Lo specchio del desiderio (1983) del regista Jean Jacques Beineix con gli attori Gérard Depardieu e Nastassja Kinski. Nell'edizione de I classici del giallo Mondadori volume 439 è presente un'intervista al regista Jean Jacques Beineix da parte di Francois Guerif.

## Personaggi
- William Kerrigan detto Bill: scaricatore di porto
- Frank Kerrigan: fratello di William Kerrigan
- Catherine Kerrigan: sorella di William e Frank Kerrigan
- Tom Kerrigan: padre di William, Frank e Catherine
- Lola: moglie di Tom e matrigna dei fratelli Kerrigan
- Bella: figlia di Lola e donna di William
- Newton Channing: uomo ricco ed insoddisfatto
- Loretta Channing: sorella di Newton
- Rita: amica di Catherine e prostituta del quartiere
- Frida: prostituta
- Dora: prostituta
- Mooney: verniciatore
- Nick Adros: muratore
- Ruttman: caposquadra di William Kerrigan

## Trama
William Kerrigan tutte le notti si ferma a riflettere in un punto di Vernon Street. In quel punto ci sono ancora, dopo sette mesi, le tracce di sangue di Catherine. Catherine è stata trovata morta e la polizia, dopo alcune indagini, ha stabilito che si è uccisa, si è tagliata la gola. L'autopsia ha stabilito che ha subito violenza. La conclusione è che si sia uccisa per la disperazione di quello che aveva subito. Le indagini si sono arenate per la difficoltà di individuare il colpevole visto il grave stato di degrado in cui è maturata la violenza ed il relativo suicidio.
William non riesce a darsi pace per la perdita di sua sorella, che aveva solo ventitré anni ed era ben voluta da tutti. Newton frequenta il bar del quartiere, il "Dugan's Den", si ubriaca e sua sorella Loretta viene a prenderlo. È in una di queste occasioni che Loretta e William si conoscono. Nel frattempo Bella cerca di capire come mai il suo William non la vuole sposare.
Mooney, parlando con William, gli confessa che era segretamente innamorato di Catherine. Il giorno dopo, per colpa di Loretta, scoppia una rissa al porto tra William Kerrigan e Ruttman. La rissa si risolve con la sconfitta di William ed il suo licenziamento. Loretta riconosce di aver "giocato" con i sentimenti di William e riesce a farlo riassumere. Si accende l'amore tra William e Loretta e i due decidono di sposarsi, nonostante William avesse già una donna, Bella.
William confessa a Bella di essersi sposato con Loretta e Bella reagisce piangendo. Il giorno dopo William viene aggredito da due uomini che hanno ricevuto dei soldi per picchiarlo un poco. William riesce a evitare di esser malmenato, ed anzi riesce a stenderli entrambi. Uno dei due confessa a William che è stata una donna di nome Bella a dargli venti dollari per metterlo fuori combattimento.
William è davvero arrabbiato per quello che ha appena saputo. Invece di andare direttamente da Bella a chiedergli spiegazioni su quello che ha saputo riesce a calmarsi e poi si dirige a casa di Bella per chiederle gentilmente come mai aveva pagato quei due tipi per picchiarlo. Bella gli confessa che è stato suo fratello Frank a dargli l'idea di assoldare due picchiatori per metterlo fuori combattimento. William non riesce a capire come mai suo fratello lo voleva far picchiare e poi capisce tutto. Capisce il motivo per cui sua sorella Catherine è morta. Non è stato Frank a uccidere la sua amata sorella Catherine ma ora, solo ora, ha capito veramente chi è il colpevole...

## Edizioni
- David Goodis, C'è del marcio in Vernon Street, collana I Neri Mondadori n. 5, Mondadori, 5 settembre 1964,  p. 155.
- David Goodis, C'è del marcio in Vernon Street, collana I Classici del Giallo Mondadori n. 439, Mondadori, 22 novembre 1983,  p. 175.